# Yun Lou
Yun Lou (Hangzhou, Zhejiang, China, 23 de junio de 1964) es un gimnasta artístico chino, especialista en la prueba de salto de potro, con la que ha logrado ser dos veces campeón olímpico en 1984 y 1988, entre otros importantes logros.

## Carrera deportiva
En el Mundial de Budapest 1983 gana oro en el concurso por equipos —por delante de la Unión Soviética y Japón—, oro en barras paralelas y bronce en la general individual, tras el soviético Dmitry Bilozerchev, el japonés Koji Gushiken y empatado con otro soviético Artur Akopyan.
En los JJ. OO. de Los Ángeles 1984 gana el oro en salto, plata en suelo —tras su compatriota Li Ning— y también plata en equipos, tras Estados Unidos y delante de Japón, siendo sus compañeros de equipo: Li Ning, Li Xiaoping, Li Yuejiu, Tong Fei y Xu Zhiqiang.
En el Mundial de Montreal 1985 gana dos medallas de plata: en salto y en equipos, tras la Unión Soviética y delante de Alemania del Este.
En el Mundial de Róterdam 1987 gana el oro en suelo, también el oro en salto, y la plata en equipos.
Por último, poniendo punto final a esta muy fructifera carrera deportiva, en los JJ. OO. de Seúl 1988 gana el oro en salto, y el bronce en suelo, tras los soviéticos Serguéi Jarkov y Vladimir Artemov y empatado con el japonés Yukio Iketani.